# Sandro Ehrat
Sandro Ehrat (* 18. April 1991 in Schaffhausen) ist ein Schweizer Tennisspieler.

## Leben und Karriere
Sandro Ehrat, der Sohn von Jürg und Nicole Ehrat, wuchs zusammen mit seinem Bruder Fabian in Schaffhausen auf. In den Juniorenklassen U12, U14, U16 und U18 hat er auf internationalen Turnieren einige Erfolge erspielt und beim Europäischen Olympischen Sommer-Jugendfestival in Belgrad eine Bronzemedaille gewonnen. Seine höchste Notierung in der Junioren-Weltrangliste war der 32. Platz.
Den Wechsel zu den Profis wagte er 2010. Ein Jahr später gewann er im Einzel und Doppel jeweils den ersten Titel auf der ITF Future Tour. In der Tennisweltrangliste erreichte er 2012 Ende des Jahres den 350. Rang, im Doppel stand er auf Platz 634, nachdem er im Einzel in diesem Jahr sieben Future-Finals erreicht hatte, und davon nur eines gewinnen konnte. 2013 gewann er drei weitere Titel und stand mit Position 295 am bislang höchsten in der Weltrangliste. Im Doppel war er einige Monate zuvor mit Platz 554 am höchsten platziert.
Für das ATP-Turnier von Gstaad erhielt er 2012 von der Turnierleitung eine Wildcard für das Haupttableau und bestritt somit am 16. Juli sein erstes Spiel auf der ATP World Tour, welches er in zwei Sätzen mit 2:6 und 4:6 gegen den Qualifikanten Martin Fischer verlor. Im Doppel kam er jeweils durch Wildcards zu vier Turnierteilnahmen ohne Sieg. In den folgenden Jahren bis Anfang 2016 erreichte er seltener gute Ergebnisse, weswegen er in der Weltrangliste an Plätzen verlor.
Nach längerer Pause startete Sandro Ehrat Ende 2018 sein Comeback. Im Vorjahr hatte er die Schweizer Meisterschaften gewonnen. In diesem Jahr schaffte er direkt zwei Future-Titel und ein weiteres Finale zu erreichen. Bis April 2019 zog er gleich fünfmal ins Finale eines Futures ein und gewann drei Titel. Durch die erfolgreich gespielten Turniere gelang ihm in der ITF-Rangliste rasch der Aufstieg. Momentan befindet er sich auf Platz 17. Dadurch kommt er bei der ATP Challenger Tour häufiger ins Hauptfeld und schaffte in Tallahassee den Einzug ins Achtelfinale. Er befindet sich aktuell auf dem 472. Platz.
2018 debütierte er für die Schweizer Davis-Cup-Mannschaft. Er verlor das entscheidende letzte Einzel in der Begegnung gegen Schweden.